# Globia
Globia är ett släkte av fjärilar som beskrevs av Michael Fibiger, Alberto Zilli, László Aladár Ronkay och Paul Z. Goldstein, 2010. Globia ingår i familjen nattflyn, Noctuidae.

## Dottertaxa tillGlobia, i alfabetisk ordning[1][2]
- Globia alameda Smith 1903
- Globia algae Esper 1789, Kanelbrunt rörfly
- Globia laeta Morrison 1875
- Globia oblonga Grote 1882
- Globia sparganii Esper 1790, Igelknoppsfly
- Globia subflava Grote 1882

## Bildgalleri

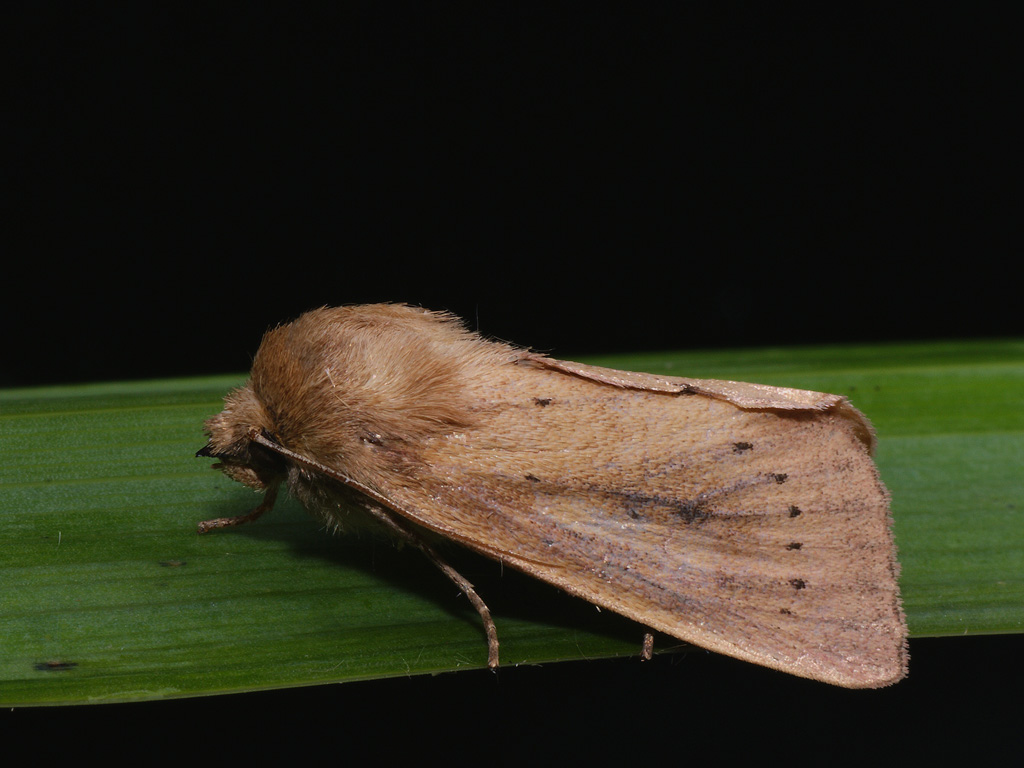
Kanelbrunt rörfly, Globia algae
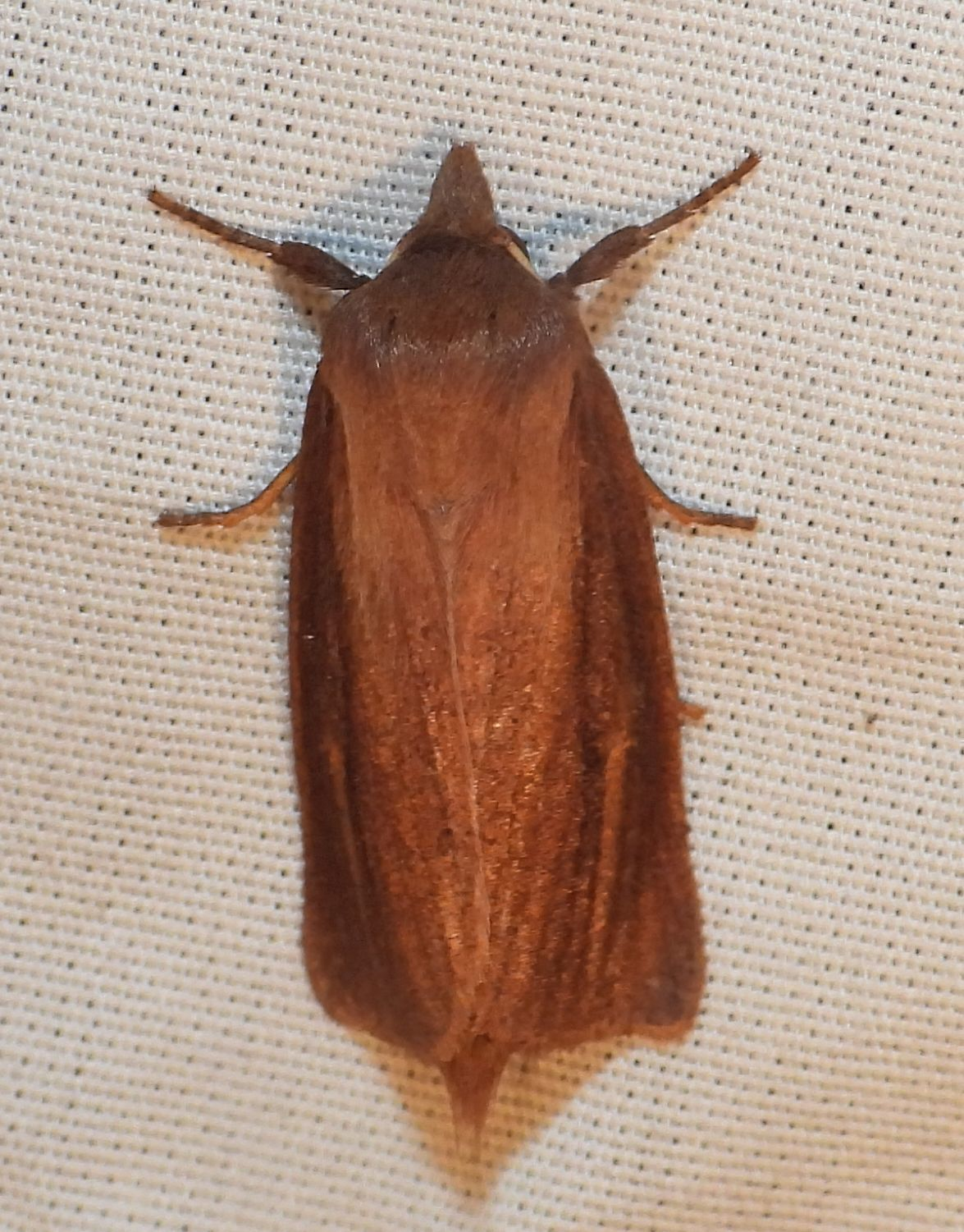
Globia laeta
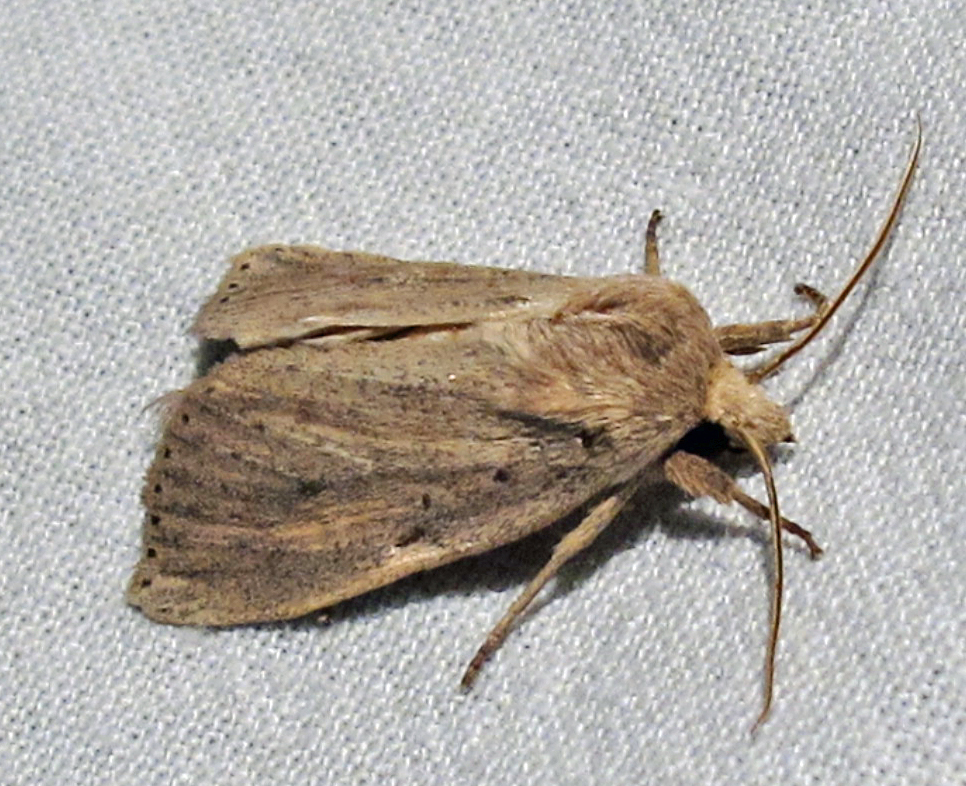
Globia oblonga
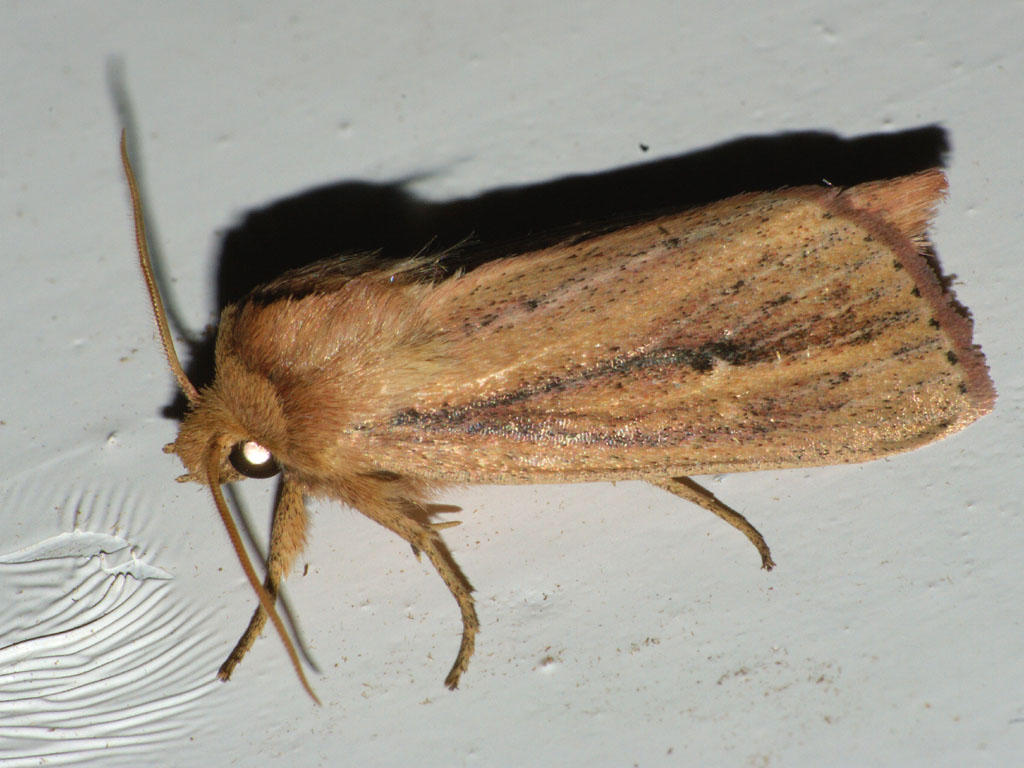
Igelknoppsfly, Globia sparganii
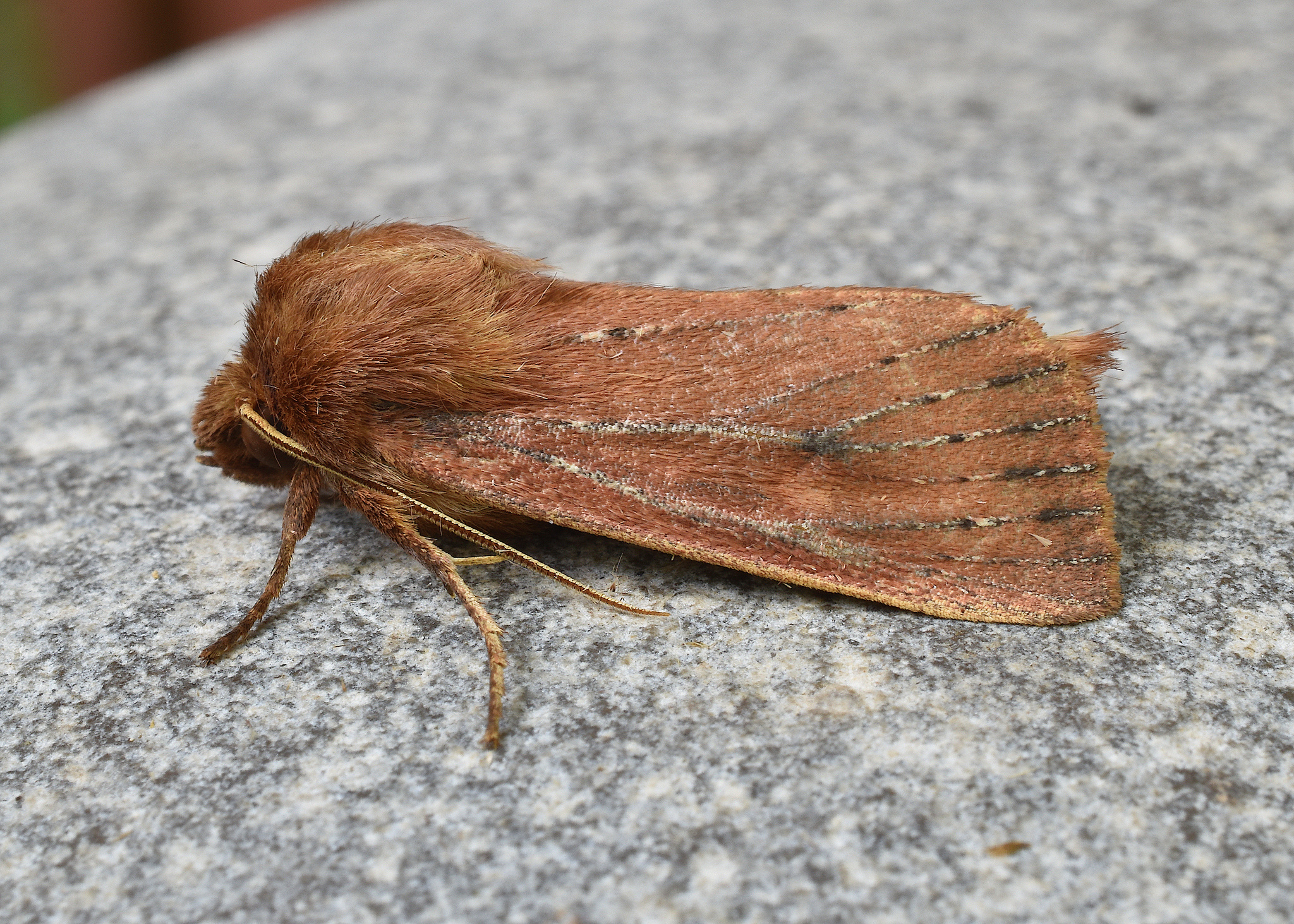
Globia subflava